# 심층취재 쌍심지
<심층취재 쌍심지>는 딜라이브 서울경기케이블TV의 탐사보도물이다. 2016년 첫 방송을 하였다.

## 방영 목록
- 땅 속의 시한폭탄 '지반함몰' - 심층취재 쌍심지 55회

https://www.youtube.com/watch?v=Mbluu5votkw
- 공공장소 금주구역 지정 논란 - 심층취재 쌍심지 56회

https://www.youtube.com/watch?v=YHfPlaxhnrA
- 금주구역 필요한가?  - 심층취재 쌍심지 56회(Full ver.)

https://www.youtube.com/watch?v=JDPFfxggVLE
- 심층취재 쌍심지 망리단길 싫어요 - 심층취재 쌍심지 57회

https://www.youtube.com/watch?v=cffvjiSe-X4
- 남대문 노점실명제 - 쌍심지 58회

https://www.youtube.com/watch?v=qa0rRtcjzu0
- 성년을 꿈꾸는 22살 금천구-심층취재 쌍심지 59회

https://www.youtube.com/watch?v=KD0OAJQ0vlU
- 자전거도로는 모두 4 종류, 과연 안전할까? - 심층취재 쌍심지 60회 티저#1

https://www.youtube.com/watch?v=saW-mhfXh8s
- 여의도-시청 자전거우선도로 주행(약속의 자전거) - 심층취재 쌍심지 60회 티저#2

https://www.youtube.com/watch?v=697fvK1iCN4
- 덕수궁 앞에서 만난 라이더  - 심층취재 쌍심지 60회 티저#3

https://www.youtube.com/watch?v=T1sbXdRDw_A
- 자전거우선도로 - 심층취재 쌍심지 60회(Full ver.)

https://www.youtube.com/watch?v=7X_z0ZoJxe0
- 수도권규제의 늪 - 심층취재 쌍심지 61회

https://www.youtube.com/watch?v=RlZfahEqpCc
- 책 놀이터, 독립출판 - 심층취재 쌍심지 62회

https://www.youtube.com/watch?v=38WDZnX3lgA
- 다산동 그리고, 위례동  신도시 너의 이름은 - 심층취재 쌍심지 63회

https://www.youtube.com/watch?v=PqNR2z0dha0
- 도시재생과 장안평 자동차시장 - 심층취재 쌍심지 64회

https://www.youtube.com/watch?v=Xf0QOhtAa6Q
- 소방관의 눈물 - 심층취재 쌍심지 65회(Full ver.)

https://www.youtube.com/watch?v=CZgQ5105LFs
- 소방청설립, 이제는 국가직전환이다 - 심층취재 쌍심지 65회(티저)

https://www.youtube.com/watch?v=t9lBj5da35Q
- 도로명주소의 운명 - 쌍심지 66회 - 예고

https://www.youtube.com/watch?v=GYs9APykPK4
- 도로명주소의 운명 - 쌍심지 66회

https://www.youtube.com/watch?v=-6iwQ2lPSKY
- (예고)서울로7017 - 심층취재 쌍심지 67회

https://www.youtube.com/watch?v=IOH-5O14IJQ
- 서울로7017 - 심층취재쌍심지 67회

https://www.youtube.com/watch?v=OX2SjFNGDIA
- 의정부경전철 책임공방 - 심층취재 쌍심지 68회

https://www.youtube.com/watch?v=JftoqdTw5_I
- 조용한 재앙, 폭염 - 심층취재 쌍심지 69회

https://www.youtube.com/watch?v=leTS0yppmzs
- 2017 상반기 Review - 심층취재 쌍심지 70회

https://www.youtube.com/watch?v=cBkqjnt2qzk
- 다산신도시,하남미사강변도시 과밀학급 교육대란 - 심층취재쌍심지 71회

https://www.youtube.com/watch?v=QEJCC3Rwz28
- 구리 갈매물류단지 주민이 뿔났다 - 심층취재 쌍심지 72회

https://www.youtube.com/watch?v=TorxOMPaQE0
- 사유지 무단주차 - 심층취재 쌍심지 73회

https://www.youtube.com/watch?v=chwtaHhaAvY
- 흐려지는 항일의 흔적 - 심층취재 쌍심지 74회

https://www.youtube.com/watch?v=S5NeEn25tKk
- 수서역세권 복합개발 갈등 - 심층취재쌍심지 75회

https://www.youtube.com/watch?v=HI7cm1voDdw
- 구리포천고속도로 통행료논란 - 심층취재 쌍심지 76회

https://www.youtube.com/watch?v=u_DQyf8cz4A
- 고척스카이돔 불법점유 퇴거논란 - 심층취재 쌍심지 77회

https://www.youtube.com/watch?v=7InWwlJhOLM
- 네거티브 역사의 현장 - 심층취재 쌍심지 78회

https://www.youtube.com/watch?v=05kzDhQ_fM4
- 강동 9호선 연장-심층취재 쌍심지 79회

https://www.youtube.com/watch?v=vYjiuY-obI0
- 포천 불법폐기물 논란 - 심층취재 쌍심지 80회

https://www.youtube.com/watch?v=mI5Z0DRzuZg
- 용산 화상경마장, 5년의 기록 - 심층취재 쌍심지 81회

https://www.youtube.com/watch?v=mH1AMkbGYz0
- (티저)추석특집 연중무휴(1) 망원시장 편

https://www.youtube.com/watch?v=hLBHlu8OHl0
- (티저)추석특집 연중무휴(2) 홈쇼핑 콜센터+택배 편

https://www.youtube.com/watch?v=IrXQkeldneY
- (티저)추석특집 연중무휴(3) 게스트하우스 편

https://www.youtube.com/watch?v=OkdVkPcsRJg
- (티저)추석특집 연중무휴(4) 공항주차장 편

https://www.youtube.com/watch?v=DfpdmlF8S70
- 추석특집 '연중무휴' - 심층취재 쌍심지 82회

https://www.youtube.com/watch?v=CyxfKMMVYl8
- 평범을 꿈꾸는 특수학교 - 심층취재 쌍심지 83회

https://www.youtube.com/watch?v=Ql4zpJ01YH4
- 이중고에 갇힌 동두천시, 그 해법은? - 심층취재 쌍심지 83회 경기

https://www.youtube.com/watch?v=7Whug_IFuEg
- 비닐봉투 딜레마 - 심층취재 쌍심지 84회 서울

https://www.youtube.com/watch?v=9UJfi_NF_YA
- 경기북부,  분도가 미래다 - 심층취재 쌍심지  84회 경기

https://www.youtube.com/watch?v=GdQa9RQQWXs
- 경기북부 2차 테크노밸리 선정의 명암 - 심층취재 쌍심지 85회 경기

https://www.youtube.com/watch?v=sINgoPI9o1E
- 주차난, 해결책은 주차장 공유? - 심층취재 쌍심지 85회 서울

https://www.youtube.com/watch?v=RKNBSvqpX4c
- 미래에 전할 보물, 서울미래유산 -심층취재 쌍심지 86회 서울

https://www.youtube.com/watch?v=NDdlgtdv5Kk
- 신도시 출근전쟁 - 심층취재 쌍심지 86회 경기

https://www.youtube.com/watch?v=9CLkofaH5Ko
- 서소문 역사공원 조성사업, 그 향방은? - 심층취재 쌍심지 87회 서울

https://www.youtube.com/watch?v=ZRoA4cBC3Hk
- 심층취재쌍심지 경기 87회 2017년 결산

https://www.youtube.com/watch?v=1O0wGZMn1Fc
- 심층취재쌍심지 88회 서울 2017년 결산

https://www.youtube.com/watch?v=CQTDDEWlRLI
- 갈매공공주택지구개발의 두얼굴-심층취재 쌍심지 88회 경기

https://www.youtube.com/watch?v=2xfdLhjb8pQ
- 6량 도입에도 여전히 답답한 9호선_심층취재쌍심지 _89회 _서울

https://www.youtube.com/watch?v=1FKnKGoF1EA
- 대전차방호벽 효용성 논란-심층취재 쌍심지 89회  경기

https://www.youtube.com/watch?v=GZd_-zUuaZE
- 고령사회 고령운전 - 심층취재 쌍심지 90회 서울

https://www.youtube.com/watch?v=px37boKKhy8
- 마을공동체의 현주소-심층취재 쌍심지 90회 경기

https://www.youtube.com/watch?v=2W7mTmzEOac
- 신영-평창동 육교 재설치 논란_심층취재쌍심지 _91회 _서울

https://www.youtube.com/watch?v=cNkcePc5ehM
- 다산신도시 예견된 과밀학급 - 심층취재쌍심지 91회 경기

https://www.youtube.com/watch?v=6l8FBkiHdn0
- 모든 곳이 흡연구역 - 심층취재 쌍심지 92회 서울

https://www.youtube.com/watch?v=XjbEIFZYpJ8
- [특집] 청년토크, 45일 간의 선거 이야기

https://www.youtube.com/watch?v=tX3S7HUIHPg
- 92회 지역문화, 어떻게 살려야 할까?(경기) 2/4편

- 92회 지역문화, 어떻게 살려야 할까?(경기) 3/4편

- 92회 지역문화, 어떻게 살려야 할까?(경기) 4/4편

- 93회 관습상도로 분쟁 (서울) 1/4편

- 93회 관습상도로 분쟁 (서울) 2/4편

- 93회 관습상도로 분쟁 (서울) 3/4편

- 93회 관습상도로 분쟁 (서울) 4/4편

- 93회 고양시 뉴타운 직권해제 논란 (경기)

- 94회 끝나지 않은 쓰레기 대란 (서울)

- 94회 물놀이 사고, 구조보다 예방이 먼저 (경기)

- 95회 효창공원, 독립운동 기념공원으로 (서울)

- 95회 멈추지 않는 총성, 포천 영평사격장 (경기)

- 96회 분리수거, 이제는 알고 실천할 때 (서울)

- 96회 보이지 않은 죽음의 그림자, 아스콘  (경기)

- 97회  뜨거운감자, 신곡수중보 (서울)

- 97회  반환되는 미군공여지,어떻게 개발하나? (경기)

- 98회 쓰레기 무단투기, 대책은? (서울)

- 98회  나눔의 불씨를 살리는 사람들 (경기)

- 99회 고궁 무료입장 폐지논란 (서울)

- 99회 끝나지 않은 싸움, 임진강 습지 보호 (경기)

- 100회 주민 울리는 서울세종고속도로 (서울)

- 100회 전통시장, 살길을 찾다 (경기)

- 101회 떠돌이개, 상암이의 죽음 (서울)

- 101회 <아픈 역사도 보존하라 파주 기지촌>

https://www.youtube.com/watch?v=obCnHxzPksM
- 102회 <전용주차 누구를 위한 공간인가>2018년 12월 2일 일요일

https://www.youtube.com/watch?v=PglzoX8RSkc